# Иван Колев (футболен треньор)
Иван Венков Колев е български футболист и футболен треньор.
Роден е на 14 юли 1957 година в София. От ранна възраст играе в детския отбор на „Локомотив София“, но след един сезон в ЦСКА прекъсва състезателната си кариера и започва работа като треньор. Работи в различни български и индонезийски отбори, треньор е на младежкия национален отбор на България и на националните отбори на Индонезия и Мианмар.